# Solenopsis pythia
Solenopsis pythia är en myrart som beskrevs av Santschi 1934. Solenopsis pythia ingår i släktet eldmyror, och familjen myror. Inga underarter finns listade i Catalogue of Life.